# Église Saint-Lubin d'Incheville
L'église Saint-Lubin d'Incheville, dédiée à saint Lubin qui fut un évêque de Chartres au VIe siècle c'est-à-dire à l'époque mérovingienne. L'église en tant qu'édifice date du XIIe siècle à l'époque où le duché de Normandie dépendait du royaume d'Angleterre. C'est une église romane aux influences gothiques.

## Description
Tout comme la ferme Saint-Martin-du-Bosc, elle date de 1106 et est due au comte d'Eu Henri. Son architecture est romane mêlée avec des éléments gothiques, avec ses fenêtres en ogive et des soubassements en silex et pierre taillée. Elle a appartenu un temps au XIIIe siècle à l'abbaye du Bec-Hellouin dans l'Eure près de Brionne. Elle fut par la suite dépendante des abbés du mont Saint-Michel, ce qui fut mis en évidence par la monographie de Pierre Boué dans Écrire l'histoire des abbés du mont Saint-Michel.